# Gedachtepad

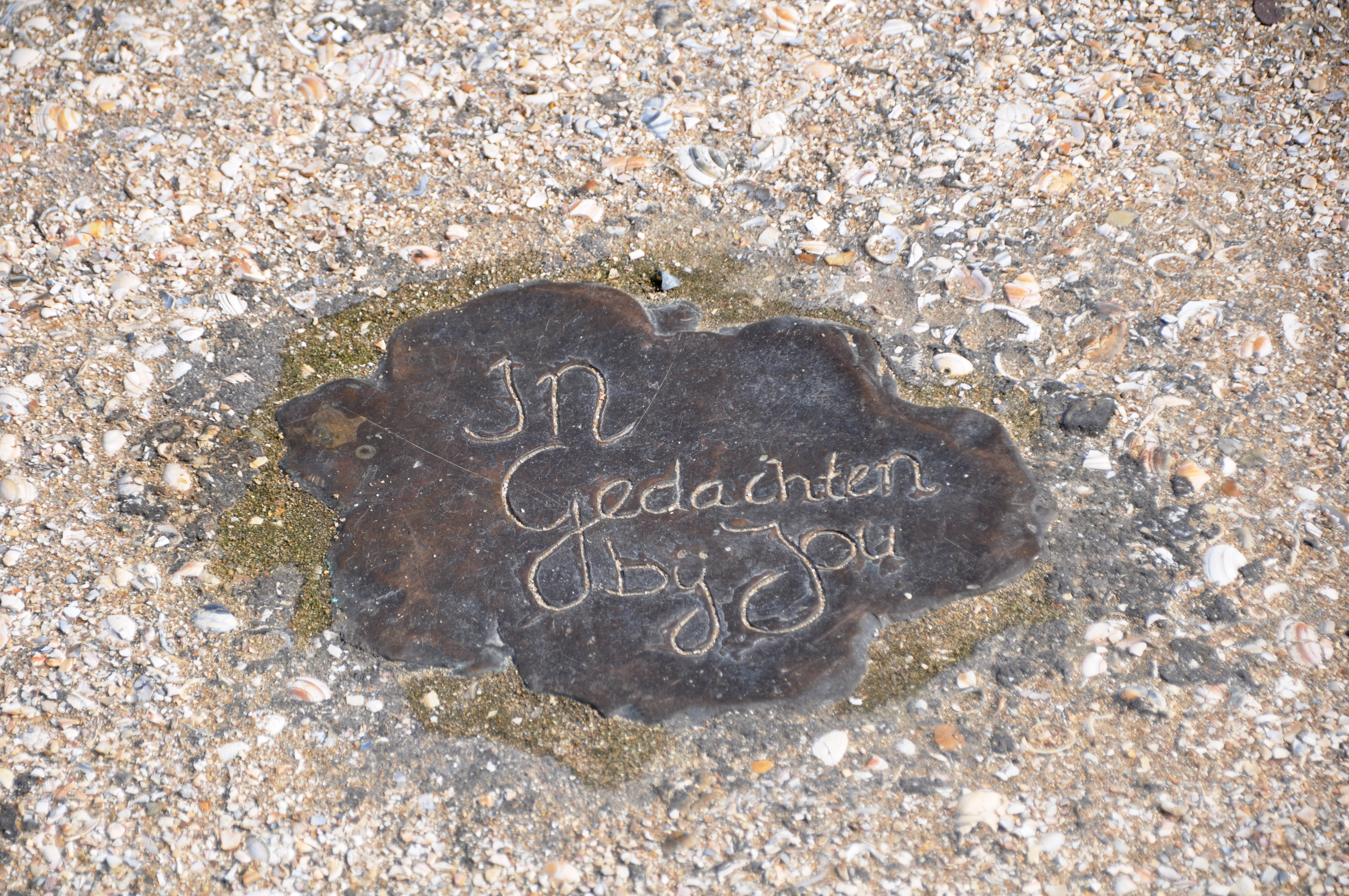

Het gedachtepad is een kunstwerk dat bestaat uit 16 onopvallende bronzen platen in de vorm van gedachtenwolkjes met als thema herdenken van oorlog en vrede, een bronzen veer op een hardstenen plaat en een bronzen element aan de brug. De bronzen veer verwijst naar de vogel, een symbool voor vrijheid. Er staan teksten op als ‘In gedachten bij jou’ en ‘Blijven herinneren’. 
Het is een ontwerp van de Zoetermeerse Yvon Grevers, dat op 28 juni 2006 werd opengesteld door de wethouder van Kunst en Cultuur, de heer Pieter Smit, en kunstenares Yvon Grevers. Dit monument is in schooljaar 2019-2020 geadopteerd door OBS De Baanbreker.
Het ligt op het voetpad langs het water in het Wilhelminapark achter de Dorpsstraat in Zoetermeer en loopt van de Delftse wallen langs het oorlogsmonument naar de Julianalaan. 

## Achtergrond
De gemeente Zoetermeer heeft in 2005 een prijsvraag uitgeschreven voor kunstenaars uit Zoetermeer. Het ontwerp moest een kunstwerk worden voor in het Wilhelminapark, waar al een oorlogsmonument en het Indië-monument stonden. Het moest ook alle mensen van alle culturen kunnen aanspreken. De kunstenaar heeft uitspraken over oorlog en bevrijding door Zoetermeerse scholieren, bewoners van verzorgingstehuis 'De Morgenster' en mensen via een oproep in het Zoetermeers streekblad in hun eigen handschrift laten opschrijven en verwerkt in wolkjes. 